# روآبروک کوچک
روآبروک کوچک یا برکه‌نورد کوچک (نام علمی: Microparra capensis) نام یک گونه از تیره روآبروک است.